# Calceolaria lojensis x pavonii
Calceolaria lojensis x pavonii là một loài thực vật có hoa trong họ Calceolariaceae. Loài này được mô tả khoa học đầu tiên.